# 恵比寿マスカッツ (1.5以降)
恵比寿マスカッツ（えびすマスカッツ）は、日本のAV女優やグラビアアイドル・モデルなどの多業種のタレントで構成された女性アイドルグループである。

## 概要
2015年10月から2年間活動してきた恵比寿★マスカッツが、2008年4月から5年間活動してきた初代恵比寿マスカッツからメンバーを迎えて新たに始動したグループである。
冠レギュラー番組『恵比寿マスカッツ横丁!』第1回において、初代恵比寿マスカッツメンバーだったみひろが新メンバーとして加入することでグループが純粋な「第2世代」ではなくなったとして「恵比寿★マスカッツ」を解散、「1.5世代」としてグループ名を「恵比寿マスカッツ1.5」とすることが発表された。「恵比寿★マスカッツ」解散時のメンバーは引き続き「恵比寿マスカッツ1.5」に全員参加している（このため、2015年結成としてくくられる場合もある）。
リーダーは「5代目リーダー」として引き続き明日花キララが務めていたが、2018年4月17日に明日花がグループを卒業し、8月24日より新たに5代目リーダーに市川まさみが就任した。またグループ名も初心に返る意味で、初代グループが名乗った「恵比寿マスカッツ」に変更される。2022年8月13日をもってメンバー全員の卒業を発表した。
この項目では冠レギュラー番組『恵比寿マスカッツ横丁!』、『恵比寿マスカッツ 真夜中のワイドショー』、『恵比寿マスカッツのすぽスポSPORTS』、『恵比寿マスカッツ 真夜中の運動会』、『恵比寿マスカッツ ハニートラップTV』、『おねうち!!!マスカット』 外の活動について記述する。番組および番組内のエピソード等に関しては、各番組の項目参照。

## 年譜

### 2017年
- 10月5日、テレビ東京にて冠レギュラー番組『恵比寿マスカッツ横丁!』放送開始。番組内で新メンバーとして初代恵比寿マスカッツのメンバーであったみひろの加入に伴い恵比寿★マスカッツの解散と恵比寿マスカッツ1.5の始動、新たにPTAとして蒼井そら、麻美ゆま、Rioの参加を発表[1]。
- 11月9日、AbemaTVにて冠レギュラー番組『恵比寿マスカッツ 1.5 真夜中のワイドショー』配信開始。
- 12月28日、冠レギュラー番組『恵比寿マスカッツ横丁!』放送終了。また、同日付でティアが卒業[4]。
- 12月29日、初ライブ「恵比寿マスカッツ 1.5 初ライブ ラブホ街の悪夢」開催。

### 2018年
- 1月26日、『恵比寿マスカッツ 1.5 真夜中のワイドショー』番組内にてPTAの蒼井、麻美、Rioの卒業を発表。
- 4月17日、同日付で明日花キララが卒業[5]。また、新メンバーの募集開始[6]。
- 5月4日、ワンマンライブ「恵比寿マスカッツ 1.5 コンプライアンスなんてこわくない!」東京公演開催。5月12日には大阪公演を開催。また、ミュージックカード「じゃり道/ホップステップバック」をライブ会場で発売開始。5月4日のライブから普段着ているペットマーク付きの衣装から、メンバーが着ている色はそのままに、新たに袖の有る上着と無い上着、それにスカートあるいは短パン（いずれも組み合わせは自由）、それに白のロングブーツに変更された。
- 5月9日、BSスカパー!にて冠レギュラー番組『恵比寿マスカッツのすぽスポSPORTS』放送開始。
- 6月29日、新メンバーオーディション[注 1]により研修生という形で21名が選出[7][8]。
- 7月1日、同日付で葵つかさが卒業[9]。
- 7月13日、8月24日のライブを持って小島みなみが卒業することを発表[10][11]。
- 7月21日、ワンマンライブ「恵比寿マスカッツ1.5 おかげサマーツアー」名古屋公演開催。8月5日は大阪、8月24日は東京でそれぞれ公演開催。
- 8月24日、同日付で恵比寿マスカッツ1.5より、初代と同じ呼び名並び同じデザインロゴの「恵比寿マスカッツ」に改名[注 2]。また、同日付で最終審査により合格した16名の研修生が正式に新メンバーとして加入[注 3]し、仮衣装となる白色のTシャツにデニムのショートパンツ姿でお披露目となった。その他、同日付で小島みなみが卒業、新たなる5代目リーダーとして、市川まさみの就任を発表[12][13]。
- 10月11日、『真夜中のワイドショー』番組内において、12月15日のライブをもって神咲詩織、古川いおり、スーブー、田森美咲、夏目花実、湊莉久の6名の卒業を発表[14]。
- 12月15日、ワンマンライブ「恵比寿マスカッツ 冬の卒業式〜言っとくけど私たちず〜っとマスカッツ好きだからなSP〜」開催。また、同日付で神咲詩織、古川いおり、スーブー、田森美咲、夏目花実、湊莉久の6名が卒業[14]。このライブで新メンバーが初期メンバーと同様にそれぞれ正衣装となる色付きの衣装を着て臨んだ。

### 2019年
- 3月27日、冠レギュラー番組『恵比寿マスカッツのすぽスポSPORTS』放送終了。
- 4月2日、同日付で白石茉莉奈、日菜々はのんが卒業[15]。
- 5月13日、ワンマンライブ「恵比寿マスカッツも新時代 開幕ダッシュライブ!」開催。
- 7月27日・28日、ワンマンライブ「恵比寿マスカッツ サマーCAMP2019 夏だバカヤロー!!コマネチ!ツアー!」東京公演開催。8月3日は名古屋、8月11日は大阪でそれぞれ公演開催。
- 8月12日、1stシングル「EBISU ANIMAL ANTHEM」発売。オリコン週間シングルチャート157位を獲得した。
- 8月27日、冠レギュラー番組『恵比寿マスカッツ 真夜中のワイドショー』配信終了。
- 10月1日、AbemaTVにて冠レギュラー番組『恵比寿マスカッツ 真夜中の運動会』配信開始。
- 10月19日、2ndシングル「マジョガリータ」発売。オリコン週間シングルチャート70位を獲得した。デイリー最高は11位だった。
- 12月11日、『真夜中の運動会』番組内において、12月27日のライブをもって山中真由美の卒業を発表。
- 12月27日、ワンマンライブ「FANZA presents 恵比寿マスカッツ 1300人集めて I LOVE YOU」を開催。同日付で山中真由美が卒業[16]。

### 2020年
- 1月19日、二回目となる新メンバーの募集開始[17]。
- 2月25日、『真夜中の運動会』の番組冒頭で市川まさみが腰の保存療法のためしばらく休養することを発表した。
- 3月10日、FANZA「春のパンツまつり」に合わせたユニット「SCANTY4」を架乃ゆら、まいてぃ、三上悠亜、吉澤友貴の4人で結成。楽曲「パンチラリズム」を公開[18]。
- 3月31日、『恵比寿マスカッツ 真夜中の運動会』（AbemaTV）において恵比寿マスカッツへの山岸逢花、深田結梨、栄川乃亜の加入を発表[19]。サプライズとして初代マスカッツの希島あいりも7年ぶりに加入する[19]。吉澤の提案により新メンバーオーディション最終候補の結果で落選した小林穂乃香、牧野紗弓、星宮一花、広瀬りおなを研究生として加入することとなった。同年4月30日に星宮が研究生辞退を発表[20]。
- 6月23日、七海ティナが恵比寿マスカッツメンバーからの卒業を発表[21]。
- 7月1日、三田羽衣が恵比寿マスカッツメンバーからの卒業を発表[22]。
- 9月1日、市川まさみが復帰。牧野紗弓が研修生活動を終了。
- 9月2日、藤井マリーが恵比寿マスカッツメンバーからの卒業を発表[23]。
- 9月22日、貧乏エピソードを持つメンバー・石岡真衣、小林ひろみ、白藤有華、藤原亜紀乃、まいてぃ、松岡凛、松本ゆんによる派生ユニット・ATM（エー・ティー・エム）結成を発表[24]。
- 11月1日、小林穂乃香が研究生活動を終了。

### 2021年
- 1月7日、同月8日から28日までアプリゲーム『クリスタル オブ リユニオン』とのコラボレーションを発表。ゲーム中で市川まさみ、吉澤友貴、友田彩也香、石岡真衣、辰巳シーナのアイコン、衣装アイテムが使用できるほか、直筆サイン入りチェキなどが当たるキャンペーンを展開する[25]。
- 1月26日、『マスカッツThe NIGHT!~生放送4時間SP~』内で広瀬りおなが研究生から、正規メンバーに昇格。
- 2月3日、「春のパンツまつり」コラボユニット「SCANTY4」に市川まさみ、山岸逢花が加入し「SCANTY6」とユニット名を改める[26]。「パンツM.A.T.S.U.R.I」のミュージックビデオを公開[26]。
- 3月2日、冠レギュラー番組『恵比寿マスカッツ 真夜中の運動会』配信終了。
- 3月19日、AbemaTVにて冠レギュラー番組『恵比寿マスカッツ ハニートラップTV』配信開始。
- 5月16日、所属するメンバー30人を10人ずつに分け、3部構成の無観客配信ライブ『ライブタイトル決めてなかったんです2021年春』を開催。2020年の4月・5月、10月、12月に予定していたライブがいずれも新型コロナウイルス拡大防止の観点から延期ならびに中止としていたため、約1年半ぶりのライブとなる[27]。第1部は、ユニット“MOMOROCK”メンバーの桃乃木かな、辰巳シーナ、如月さやの3人と、市川まさみ、羽咲みはる、架乃ゆら（1部ライブリーダー）、桜もこ、友田彩也香、奈良歩実、栄川乃亜[27]。第2部は、ユニット“紅蠍”メンバーの吉澤友貴、神崎紗衣、宮村ななこ（2部ライブリーダー）、山岸逢花、広瀬りおなの5人と、由愛可奈、黒沢美玲、なつ葵、希島あいり、深田結梨[28]。第3部は、ユニット“ATM”メンバーの石岡真衣（3部ライブリーダー）、藤原亜紀乃、松岡凛、まいてぃ、白藤有華、松本ゆん、小林ひろみの7人と、三上悠亜、川上奈々美、みひろが担当した[29]。3部ではライブの正式名が『ライブタイトル決まったよ2021年春』になることが発表された[29]。
- 12月6日、配信サイトSPWN Portalにてオンラインライブ『年末なので全部歌わせて頂きマスカッツ』をチーム年末（市川、神崎、吉澤、黒沢、三上、みひろ、桜、なつ葵、奈良、栄川、山岸、宮村、広瀬、希島）・チーム年始（川上、羽咲、藤原、石岡、松岡、辰巳、架乃、友田、如月、松本、小林、白藤、まいてぃ、深田）に分け2部構成で開催。同ライブをもって架乃と友田がグループを卒業[30]。

### 2022年
- 3月31日、恵比寿リキッドルームにて『恵比寿マスカッツ LUCKY7ライブ 恵比寿マスカッツvsマッコイ斉藤 緊急ホームルーム』を開催。3月31日のライブから色付きの半袖ショートパンツから、新たに白の長袖タンクトップ(全員同じ)、スカートあるいは短パン（組み合わせは自由）、白の長袖タンクトップの中間にメンバーカラーのボタン、袖にメンバーカラー細長いラインが1つ、左太腿にメンバーカラー細長いラインが2つ(一部メンバーは両太腿にボタンが2つ)に変更になった。
- 4月2日、同日付で由愛可奈が前所属事務所からの依頼により卒業となる[31]。同日には「春のパンツまつり2022」キャンペーンの一環として三上悠亜、羽咲みはる、山岸逢花、希島あいり、桜もこによりSCANTY5 from恵比寿マスカッツ を結成。同日より同ユニットによる楽曲『スキャンティパンティジェンヌ』を配信[32]。
- 5月20日、「おねうち!!!マスカット」がスタート。
- 5月25日、恵比寿マスカッツ10周年記念ライブ『恵比寿マスカッツ10周年記念ライブ〜オールスター大感謝祭〜』をEX THEATER ROPPONGIで開催。同ライブには初代マスカッツも参加した。
- 7月8日、おねうち!!!マスカット内で、8月13日のライブをもって全メンバーが卒業（事実上の解散）することを発表[33]。恵比寿マスカッツというユニット自体はメンバーを入れ替え、何らかの形で継続することが明かされた[34]。
- 7月29日、「おねうち!!!マスカット」が終了。
- 8月10日、デビュー10周年記念アルバム「10th ANNIVERSARY」をリリース。
- 8月13日、恵比寿ザ・ガーデンホールにて「第2世代恵比寿マスカッツ真夏の卒業式」開催[35]。グループとしてはこの日をもって全員卒業という形を取るが、後述のように延期分の振り替えを含むリリースイベントがあるため同月28日まで事実上活動を行った。テレビ出演も8月26日放送フジテレビ『Tune』まで続いた[36]。

## メンバー

### 解散時のメンバー
| 名前       | よみ            | 衣装の色      | 所属事務所(解散時点)   | 加入期 | 加入日                    | 卒業日        | 備考                                                           |
| ---------- | --------------- | ------------- | ---------------------- | ------ | ------------------------- | ------------- | -------------------------------------------------------------- |
| 石岡真衣   | いしおか まい   | ■ 桃色        | プリュ                 | 1期    | 恵比寿★マスカッツより在籍 | 2022年8月13日 |                                                                |
| 市川まさみ | いちかわ まさみ | ■ 赤          | ティーパワーズ         | 1期    | 恵比寿★マスカッツより在籍 | 2022年8月13日 | 恵比寿マスカッツ・5代目リーダー                                |
| 羽咲みはる | うさ みはる     | ■ 黄色        | ティーパワーズ         | 1期    | 恵比寿★マスカッツより在籍 | 2022年8月13日 |                                                                |
| 川上なな実 | かわかみ ななみ | ■ 藍色        | ボアフルーツ           | 1期    | 恵比寿★マスカッツより在籍 | 2022年8月13日 | 旧名：川上奈々美                                               |
| 神崎紗衣   | かんざき さえ   | ■ 赤          | （フリー）             | 1期    | 恵比寿★マスカッツより在籍 | 2022年8月13日 |                                                                |
| 黒沢美怜   | くろさわ みれい | ■ 黄色        | （フリー）             | 1期    | 恵比寿★マスカッツより在籍 | 2022年8月13日 |                                                                |
| 辰巳シーナ | たつみ シーナ   | ■ 黄色        | レグルスペード         | 1期    | 恵比寿★マスカッツより在籍 | 2022年8月13日 |                                                                |
| 藤原亜紀乃 | ふじわら あきの | ■ 桃色        | （フリー）             | 1期    | 恵比寿★マスカッツより在籍 | 2022年8月13日 |                                                                |
| 松岡凛     | まつおか りん   | ■ 藍色        | （フリー）             | 1期    | 恵比寿★マスカッツより在籍 | 2022年8月13日 |                                                                |
| 三上悠亜   | みかみ ゆあ     | ■ 水色        | Miss                   | 1期    | 恵比寿★マスカッツより在籍 | 2022年8月13日 | 5代目サブリーダー                                              |
| 桃乃木かな | もものぎ かな   | ■ 桃色        | ライフプロモーション   | 1期    | 恵比寿★マスカッツより在籍 | 2022年8月13日 |                                                                |
| 吉澤友貴   | よしざわ ゆき   | ■ 藍色        | （フリー）             | 1期    | 恵比寿★マスカッツより在籍 | 2022年8月13日 |                                                                |
| 金子みひろ | かねこ みひろ   | ■ 白 → ■ 水色 | m-voice                | 1期    | 2017年10月5日             | 2022年8月13日 | 初代恵比寿マスカッツ 昭和生まれ、現メンバー最年長 旧名：みひろ |
| 如月さや   | きさらぎ さや   | ■ 赤          | （フリー）             | 2期    | 2018年8月24日             | 2022年8月13日 |                                                                |
| 小林ひろみ | こばやし ひろみ | ■ 藍色        | シンクバンク           | 2期    | 2018年8月24日             | 2022年8月13日 |                                                                |
| 桜もこ     | さくら もこ     | ■ 水色        | オールプロ             | 2期    | 2018年8月24日             | 2022年8月13日 |                                                                |
| 白藤有華   | しらふじ ゆか   | ■ 赤          | エイジアプロモーション | 2期    | 2018年8月24日             | 2022年8月13日 |                                                                |
| なつ葵     | なつき          | ■ 藍色        | (フリー)               | 2期    | 2018年8月24日             | 2022年8月13日 |                                                                |
| 奈良歩実   | なら あゆみ     | ■ 黄色        | (フリー)               | 2期    | 2018年8月24日             | 2022年8月13日 |                                                                |
| まいてぃ   | まいてぃ        | ■ 藍色        | リップ                 | 2期    | 2018年8月24日             | 2022年8月13日 | 旧名：粕谷まい                                                 |
| 松本ゆん   | まつもと ゆん   | ■ 水色        | クレメンテ             | 2期    | 2018年8月24日             | 2022年8月13日 |                                                                |
| みやむ     | みやむ          | ■ 黄色        | (フリー)               | 2期    | 2018年8月24日             | 2022年8月13日 | 現メンバー最年少 旧名：宮村ななこ                              |
| 栄川乃亜   | えいかわ のあ   | ■ 桃色        | ライフプロモーション   | 3期    | 2020年3月31日             | 2022年8月13日 |                                                                |
| 希島あいり | きじま あいり   | ■ 水色        | Duoエンターテイメント  | 3期    | 2020年3月31日             | 2022年8月13日 | 初代恵比寿マスカッツ、昭和生まれ                               |
| 山岸逢花   | やまぎし あいか | ■ 藍色        | クルーズグループ       | 3期    | 2020年3月31日             | 2022年8月13日 |                                                                |
| ゆーりまん | ゆーりまん      | ■ 黄色        | (フリー)               | 3期    | 2020年3月31日             | 2022年8月13日 | 旧名：深田結梨                                                 |
| 広瀬りおな | ひろせ りおな   | ■ 黄色        | オールプロ             | 3期    | 2021年1月26日             | 2022年8月13日 | 2020年3月31日より研究生。研究生から昇格                        |

#### 旧メンバー
| 名前         | よみ              | 衣装の色 | 所属事務所（卒業・脱退時点） | 加入期 | 加入日                    | 卒業・脱退日   | 備考                                                                |
| ------------ | ----------------- | -------- | ---------------------------- | ------ | ------------------------- | -------------- | ------------------------------------------------------------------- |
| ティア       | ティア            | ■ 黄色   | マインズ                     | 1期    | 恵比寿★マスカッツより在籍 | 2017年12月28日 |                                                                     |
| 明日花キララ | あすか キララ     | ■ 赤     | ディアスプランナーズ         | 1期    | 恵比寿★マスカッツより在籍 | 2018年4月17日  | 恵比寿★マスカッツ・4代目リーダー 恵比寿マスカッツ1.5・5代目リーダー |
| 葵つかさ     | あおい つかさ     | ■ 藍色   | エイトマン                   | 1期    | 恵比寿★マスカッツより在籍 | 2018年7月1日   |                                                                     |
| 小島みなみ   | こじま みなみ     | ■ 桃色   | マインズ                     | 1期    | 恵比寿★マスカッツより在籍 | 2018年8月24日  | [ 10 ]                                                              |
| 神宮寺かなん | じんぐうじ かなん | ■ 白     | TRIANGLE                     | 2期    | 2018年8月24日             | 2018年8月24日  | [ 注 5 ]                                                            |
| 神咲詩織     | かみさき しおり   | ■ 赤     | ティーパワーズ               | 1期    | 恵比寿★マスカッツより在籍 | 2018年12月15日 |                                                                     |
| 古川いおり   | こがわ いおり     | ■ 赤     | ティーパワーズ               | 1期    | 恵比寿★マスカッツより在籍 | 2018年12月15日 |                                                                     |
| スーブー     | スーブー          | ■ 赤     | (フリー）                    | 1期    | 恵比寿★マスカッツより在籍 | 2018年12月15日 | [ 注 6 ]                                                            |
| 田森美咲     | たもり みさき     | ■ 黄色   | (フリー)                     | 1期    | 恵比寿★マスカッツより在籍 | 2018年12月15日 |                                                                     |
| 夏目花実     | なつめ はなみ     | ■ 黄色   | ヴィズミック                 | 1期    | 恵比寿★マスカッツより在籍 | 2018年12月15日 |                                                                     |
| 湊莉久       | みなと りく       | ■ 水色   | ティーパワーズ               | 1期    | 恵比寿★マスカッツより在籍 | 2018年12月15日 |                                                                     |
| 白石茉莉奈   | しらいし まりな   | ■ 水色   | ビースター                   | 1期    | 恵比寿★マスカッツより在籍 | 2019年4月2日   |                                                                     |
| 日菜々はのん | ひなな はのん     | ■ 白     | マインズ                     | 2期    | 2018年8月24日             | 2019年4月2日   |                                                                     |
| 山中真由美   | やまなか まゆみ   | ■ 桃色   | アドバンス                   | 2期    | 2018年8月24日             | 2019年12月27日 |                                                                     |
| 七海ティナ   | ななみ ティナ     | ■ 黄色   | エイトマン                   | 2期    | 2018年8月24日             | 2020年6月23日  |                                                                     |
| 三田羽衣     | みた うい         | ■ 藍色   | アートアップ                 | 1期    | 恵比寿★マスカッツより在籍 | 2020年7月1日   |                                                                     |
| 藤井マリー   | ふじい マリー     | ■ 水色   | ワンエイトプロモーション     | 2期    | 2018年8月24日             | 2020年9月2日   |                                                                     |
| 架乃ゆら     | かの ゆら         | ■ 桃色   | LINX                         | 2期    | 2018年8月24日             | 2021年12月6日  | 恵比寿マスカッツグループ最年少                                      |
| 友田彩也香   | ともだ あやか     | ■ 赤     | Diaz Group                   | 2期    | 2018年8月24日             | 2021年12月6日  |                                                                     |
| 由愛可奈     | ゆめ かな         | ■ 黄色   | （フリー）                   | 1期    | 恵比寿★マスカッツより在籍 | 2022年4月2日   |                                                                     |

#### 研究生
| 名前       | よみ            | 所属事務所（終了時点） | 参加日        | 終了日        |
| ---------- | --------------- | ---------------------- | ------------- | ------------- |
| 桐谷まつり | きりたに まつり | C-more ENTERTAINMENT   | 2018年6月29日 | 2018年8月24日 |
| 小山友里絵 | こやま ゆりえ   | 無所属                 | 2018年6月29日 | 2018年8月24日 |
| 澁谷美鈴   | しぶや みすず   | 無所属                 | 2018年6月29日 | 2018年8月24日 |
| 鈴乃八雲   | すずの やくも   | リップ ユース          | 2018年6月29日 | 2018年8月24日 |
| 友永紗弥   | ともなが さや   | 無所属                 | 2018年6月29日 | 2018年8月24日 |
| 星宮一花   | ほしみや いちか | LINX                   | 2020年3月31日 | 2020年4月30日 |
| 牧野紗弓   | まきの さゆみ   | エイジアプロモーション | 2020年3月31日 | 2020年9月1日  |
| 小林穂乃香 | こばやし ほのか | 松竹芸能               | 2020年3月31日 | 2020年11月1日 |

### PTA（保護者会）
| 名前     | よみ        | 所属事務所（終了時点） | 参加日        | 終了日        | 備考                                |
| -------- | ----------- | ---------------------- | ------------- | ------------- | ----------------------------------- |
| 蒼井そら | あおい そら | プライムエージェンシー | 2017年10月5日 | 2018年1月26日 | 初代恵比寿マスカッツ・初代リーダー  |
| 麻美ゆま | あさみ ゆま | ハーベスターズ         | 2017年10月5日 | 2018年1月26日 | 初代恵比寿マスカッツ・2代目リーダー |
| Rio      | りお        | ティーパワーズ         | 2017年10月5日 | 2018年1月26日 | 初代恵比寿マスカッツ                |

## ディスコグラフィ
恵比寿マスカッツ

### シングル
| 枚  | 発売日         | タイトル            | 規格品番                                    | 最高位 | 備考 |
| --- | -------------- | ------------------- | ------------------------------------------- | ------ | ---- |
| 1st | 2019年8月12日  | EBISU ANIMAL ANTHEM | EBIMUS004（初回限定盤） EBIMUS005（通常盤） | 157位  |      |
| 2nd | 2019年10月19日 | マジョガリータ      | EBIMUS007                                   | 70位   |      |

### アルバム
| 枚  | 発売日        | タイトル                        | 規格品番                                                                                            | 最高位                                             | 備考 |
| --- | ------------- | ------------------------------- | --------------------------------------------------------------------------------------------------- | -------------------------------------------------- | ---- |
| 1st | 2022年8月10日 | 恵比寿マスカッツ10thANNIVERSARY | （初回限定盤：レインボー）MUCD-8168/9 （通常盤A：スマイル）MUCD-1493 （通常盤B：セクシー）MUCD-1494 | 63位（初回限定盤） 72位（通常盤A） 80位（通常盤B） |      |

### ミュージック・カード
| 枚  | 発売日         | タイトル                                          | 規格品番  | 最高位 | 備考                       |
| --- | -------------- | ------------------------------------------------- | --------- | ------ | -------------------------- |
| 1st | 2018年5月4日   | じゃり道/ホップステップバック                     | EBIMUS001 |        | ライブ会場限定（全48種類） |
| 2nd | 2018年12月15日 | ジャンジャンパーレー/パラダイスBADライン/たがため | EBIMUS002 |        | ライブ会場限定（全33種類） |
| 3rd | 2019年5月13日  | EBISU ANIMAL ANTHEM/だって恋だしん/バツワン       | EBIMUS003 |        | ライブ会場限定（全30種類） |
| 4th | 2019年10月19日 | マジョガリータ/Twenty-Nine/Class                  | EBIMUS006 |        | 特典会会場限定（全30種類） |

## タイアップ
| 曲名                     | タイアップ                                                       | 収録作品                                                   |
| ------------------------ | ---------------------------------------------------------------- | ---------------------------------------------------------- |
| EBISU ANIMAL ANTHEM      | 読売テレビ『すもももももも!ピーチCAFÉ』6月度エンディングテーマ   | 3rdシングル「EBISU ANIMAL ANTHEM/だって恋だしん/バツワン」 |
| EBISU ANIMAL ANTHEM      | 読売テレビ『音力-ONCHIKA-』6月度エンディングテーマ               | 3rdシングル「EBISU ANIMAL ANTHEM/だって恋だしん/バツワン」 |
| EBISU ANIMAL ANTHEM      | 読売テレビ『キューン!』6月度エンディングテーマ                   | 3rdシングル「EBISU ANIMAL ANTHEM/だって恋だしん/バツワン」 |
| マジョガリータ           | TOKYO MX『DREAM ドライブ お笑いネタ祭り』1月度エンディングテーマ | 4thシングル「マジョガリータ/Twenty-Nine/Class」            |
| NO VICTORY WITHOUT DREAM | テレビ神奈川（tvk）『関内デビル』8月度エンディングテーマ         |                                                            |

## ライブ
「恵比寿マスカッツ」としての活動のみ掲載。

### ワンマン
- 「恵比寿マスカッツ 1.5 初ライブ ラブホ街の悪夢」（2017年12月29日、TSUTAYA O-EAST） - 明日花・葵・石岡・市川・羽咲・神咲・川上・神崎・黒沢・古川・小島・スーブー・辰巳・田森・夏目・藤原・松岡・三上・三田・湊・みひろ・桃乃木・由愛・吉澤
- 「恵比寿マスカッツ 1.5 コンプライアンスなんてこわくない!」（2018年）
  - 5月4日（マイナビBLITZ赤坂） - 石岡・市川・羽咲・神咲・川上・神崎・黒沢・古川・小島・スーブー・辰巳・田森・夏目・藤原・松岡・三上・三田・湊・みひろ・桃乃木・由愛・吉澤
  - 5月12日（梅田CLUB QUATTRO） - 石岡・神崎・神咲・古川・小島・白石・スーブー・夏目・三上・湊・吉澤
- 「恵比寿マスカッツ 1.5 おかげサマーツアー」（2018年）
  - 7月21日（ボトムライン） - 石岡・市川・羽咲・神咲・神崎・古川・田森・三田・みひろ・桃乃木・吉澤・辰巳
  - 8月5日（BIG CAT） - 羽咲・川上・黒沢・古川・白石・スーブー・夏目・藤原・松岡・三上・湊・みひろ・桃乃木・由愛
  - 8月24日（TSUTAYA O-EAST） - 石岡・市川・羽咲・神崎・神咲・川上・黒沢・古川・小島・白石・スーブー・辰巳・田森・夏目・松岡・藤原・三上・三田・湊・桃乃木・由愛・吉澤・みひろ・粕谷・架乃・如月・小林・桜・白藤・神宮寺・友田・なつ葵・七海・奈良・日菜々・藤井・松本・宮村・山中
- 「恵比寿マスカッツ 冬の卒業式〜言っとくけど私たちず〜っとマスカッツ好きだからなSP〜」（2018年12月15日、品川ステラボール） - 石岡・市川・羽咲・神咲・神崎・川上・黒沢・古川・白石・スーブー・辰巳・田森・夏目・藤原・松岡・三上・三田・湊・みひろ・桃乃木・由愛・吉澤・粕谷・架乃・如月・小林・桜・白藤・友田・なつ葵・七海・奈良・藤井・松本・宮村・山中
- 「恵比寿マスカッツも新時代 開幕ダッシュライブ!」（2019年5月13日、恵比寿リキッドルーム） - 市川・石岡・羽咲・神崎・川上・黒沢・辰巳・松岡・藤原・三上・三田・桃乃木・由愛・吉澤・みひろ・粕谷・架乃・如月・小林・桜・白藤・友田・なつ葵・七海・奈良・藤井・松本・宮村・山中
- 「恵比寿マスカッツ サマーCAMP2019 夏だバカヤロー!!コマネチ!ツアー!」（2019年）
  - Shibuya O-WEST
    - 7月27日 - 市川・石岡・羽咲・神崎・黒沢・辰巳・松岡・三上・三田・みひろ・吉澤・粕谷・架乃・如月・小林・白藤・桜・友田・なつ葵・奈良・藤井・松本・山中
    - 7月28日 - 市川・石岡・羽咲・神崎・川上・黒沢・辰巳・松岡・三上・三田・みひろ・吉澤・粕谷・架乃・如月・小林・白藤・桜・友田・なつ葵・奈良・藤井・松本・山中

  - 8月3日（SPADE BOX） - 市川・石岡・藤原・三田・みひろ・桃乃木・吉澤・由愛・如月・桜・山中
  - 8月11日（umeda TRAD） - 市川・羽咲・黒沢・藤原・三上・桃乃木・由愛・小林・桜・七海・奈良・宮村・松本
- 「FANZA presents 恵比寿マスカッツ 1300人集めて I LOVE YOU」（2019年12月27日、川崎クラブチッタ） - 市川・石岡・羽咲・神崎・川上・黒沢・辰巳・松岡・藤原・三上・三田・桃乃木・由愛・吉澤・みひろ・まいてぃ・架乃・如月・小林・桜・白藤・友田・なつ葵・七海・奈良・藤井・松本・宮村・山中
- 「恵比寿マスカッツオンラインLIVE-ライブタイトル決めてなかったんです2021年春-→ライブタイトル決まったよ2021年春」（2021年5月16日） - 石岡・市川・羽咲・栄川・架乃・川上・神崎・如月・希島・黒沢・小林・桜・白藤・辰巳・友田・なつ葵・奈良・広瀬・深田・藤原・まいてぃ・松岡・松本・三上・みひろ・宮村・桃乃木・山岸・由愛・吉澤
- 「恵比寿マスカッツオンラインLIVE-恵比寿マスカッツサマーリゾートパーティー2021-」（2021年8月14日） - 石岡・市川・羽咲・栄川・架乃・神崎・如月・希島・黒沢・小林・白藤・なつ葵・広瀬・松岡・松本・みひろ・宮村・桃乃木・山岸・吉澤
- 「恵比寿マスカッツオンラインLIVE-年末なので全部歌わせて頂きマスカッツ」（2021年12月6日) - 石岡・市川・羽咲・栄川・架乃・川上・神崎・如月・希島・黒沢・小林・桜・白藤・辰巳・友田・なつ葵・奈良・広瀬・深田・藤原・まいてぃ・松岡・松本・三上・みひろ・宮村・山岸・吉澤
- 「恵比寿マスカッツ LUCKY7ライブ 恵比寿マスカッツvsマッコイ斉藤 緊急ホームルーム」(2022年3月31日、恵比寿リキッドルーム) - 石岡・市川・羽咲・栄川・川上・神崎・如月・希島・黒沢・小林・桜・白藤・辰巳・なつ葵・奈良・広瀬・深田・藤原・まいてぃ・松岡・松本・三上・みひろ・みやむ・桃乃木・山岸・吉澤[41]
- 「恵比寿マスカッツ10周年記念ライブ〜オールスター大感謝祭〜」(2022年5月25日、EX THEATER ROPPONGI) - 石岡・市川・羽咲・栄川・川上・神崎・如月・希島・黒沢・小林・桜・白藤・辰巳・なつ葵・奈良・広瀬・深田・藤原・まいてぃ・松岡・松本・三上・みひろ・みやむ・桃乃木・山岸・吉澤
- 「第2世代恵比寿マスカッツ真夏の卒業式」(2022年8月13日、恵比寿ザ・ガーデンホール) - 石岡・市川・羽咲・栄川・川上・神崎・如月・希島・黒沢・小林・桜・白藤・辰巳・なつ葵・奈良・広瀬・深田・藤原・まいてぃ・松岡・松本・三上・みひろ・みやむ・桃乃木・山岸・吉澤

### ワンマン以外
- 森カノン卒業記念ツーマン「仮面女子×恵比寿マスカッツ 1.5」（2018年6月30日、仮面女子カフェ） - 羽咲・神咲・古川・スーブー・辰巳・田森・藤原・松岡・三上・三田・湊・吉澤・由愛
- DAIS MUSIC FESTIVAL×CBCラジオ夏まつり2018（2018年7月28日、NAGOYA ReNY limited） - 石岡・神崎・黒沢・白石・スーブー・田森・夏目・松岡・三上
- ファンファンスプラッシュ2018（2018年7月29日、お台場青海特設会場） - 市川・羽咲・神咲・川上・古川・三田・湊・由愛・吉澤
- MUSIC POWER Special〜YY祭り2018 SUMMER〜（2018年8月25日、NAGOYA ReNY limited） - 石岡・神崎・黒沢・スーブー・辰巳・夏目・藤原・松岡・三田・湊・由愛
- IDORISE!! FESTIVAL 2019 -NIGHT-（2019年3月9日、duo MUSIC EXCHANGE） - 川上・黒沢・藤原・松岡・架乃・小林・宮村
- マハラジャ名古屋 春スペシャル!!（2019年4月7日、マハラジャ名古屋） - 三上・みひろ・吉澤・辰巳・架乃・桜
- WONDER WORLD（2019年4月14日、味園ユニバース） - 石岡・辰巳・藤原・吉澤・なつ葵
- JK Award2019（2019年5月1日、SPACE ODD） - 市川・羽咲・川上・小林・七海
- YATSUI FESTIVAL! 2019（2019年6月15日、渋谷エリア13会場[注 7]） - 市川・羽咲・川上・神崎・辰巳・みひろ・桃乃木・吉澤・架乃・友田
- じゃぱんぐ♪16周年（2019年7月12日、at AiSOTOPE LOUNGE） - 吉澤・神崎・藤原・松岡・架乃
- TIFもハジける!スパーリングNIGHT!!（2019年8月2日、TOKYO IDOL FESTIVAL 2019内 特設会場） - 市川・羽咲・川上・神崎・辰巳・みひろ・吉澤・架乃・桜・友田
- アルティメットハロウィン2019（2019年10月29日、渋谷エリア12会場[注 8]） - 三上・桃乃木・粕谷・神崎・黒沢・白藤・友田・七海・藤原・松本・吉澤
- おはよう!アイドルヒルズREMIX 収録ライブ vol.35（2019年10月31日、TOKYO FM HALL） - 藤原・松岡・三田・如月・白藤・七海・奈良・藤井・松本・宮村
- おはよう!アイドルヒルズREMIX 収録ライブ vol.36（2019年11月10日、TOKYO FM HALL） - 市川・神崎・黒沢・小林・白藤・友田・七海・松岡・三田・吉澤
- みんなの遊び場vol.19（2019年11月30日、若宮広場） - 三上・吉澤・石岡・辰巳・小林
- SAKAE IDOL MIX（2019年11月30日、松坂屋名古屋店） - 三上・吉澤・石岡・辰巳・小林
- おはよう!アイドルヒルズREMIX SP 収録ライブ vol.37（2019年12月15日、TOKYO FM HALL） - 市川・羽咲・粕谷・架乃・神崎・黒沢・辰巳・友田・藤原・松本・吉澤
- もえキュン祭り〜もえあず生誕祭〜もえあずが大好きなアイドルを呼んじゃいます!（2020年2月15日、神田明神ホール） - 神崎・辰巳・小林・桜・奈良・藤井・まいてぃ
- 力雅祭りvol.16（2020年2月16日、CLUB Zion） - 石岡・藤原・神崎・架乃・七海・なつ葵
- TOKYO IDOL FESTIVAL オンライン 2020 (2020年10月3日、SMILE GARDEN) - 市川・石岡・羽咲・川上・神崎・希島・小林・辰巳・友田・三上・みひろ・由愛
- サマラン祭2020 (2020年11月29日、東京サマーランド) - 吉澤・神崎・松岡・松本・白藤・奈良・深田

## イベント
「恵比寿マスカッツ」としての活動のみ掲載。

### ゲスト出演
- NAGOYAオートトレンド2018（2018年、ポートメッセなごや）
  - 2月24日 - 神咲・吉澤・古川・湊・桃乃木・羽咲・石岡・夏目・神崎・辰巳・藤原
  - 2月25日 - 明日花・神咲・白石・川上・由愛・三上・市川・スーブー・田森・松岡・三田・黒沢
- DMM.R18アダルトアワード2018（2018年5月19日、ディファ有明） - 石岡・市川・黒沢・スーブー・神咲・川上・神崎・古川・小島・白石・辰巳・田森・夏目・松岡・三田・湊・みひろ・桃乃木・由愛・吉澤
- ボートレース住之江（2018年10月1日、住之江競艇場） - 石岡・羽咲・古川・辰巳・吉澤
- ボートレースとこなめ（2019年4月6日、常滑競艇場） - みひろ・辰巳・吉澤・友田・七海・架乃
- FANZAアダルトアワード2019（2019年5月12日、STUDIO COAST）- 石岡・羽咲・神崎・川上・黒沢・辰巳・松岡・藤原・三上・三田・桃乃木・由愛・吉澤・みひろ・粕谷・架乃・如月・小林・桜・白藤・友田・なつ葵・七海・奈良・藤井・松本・宮村・山中
- フィリピンエキスポ2019（2019年6月16日、上野恩賜公園） - 三上・由愛・友田・架乃・宮村・黒沢・如月・小林・白藤
- Coslandia2019（2019年11月1日、フィリピンSMX Convention Center） - 市川・桃乃木・吉澤・辰巳・みひろ・友田・小林
- MAHARAJA 9th Anniversary Party（2019年11月15日、マハラジャ六本木） - 三上・神崎・黒沢・松本
- 第61回三田祭 マス慶應 in 三田祭（2019年11月24日、慶應大学） - 市川・三上・吉澤・架乃・桜・七海・小林
- フィリピンエキスポ2020 (2020年10月11日、新小岩公園) - 三上・桃乃木・羽咲・石岡・松本・山岸・栄川
- フィリピンエキスポ2021 (2021年10月10日、新小岩公園) - 三上・桃乃木・吉澤・神崎・如月・希島・山岸
- MAHARAJA 11th ANNIVERSARY (2021年11月27日、マハラジャ六本木) - 吉澤・神崎・辰巳・宮村・広瀬
- けいちょんフェスティバル2022 けェスin東京 (2022年3月9日、豊洲PIT) - 市川・三上・桃乃木・石岡・羽咲・神崎・藤原・松岡・吉澤・小林・希島・山岸
- 徳島インディゴソックス2022スペシャルマッチ（2022年7月22日、むつみスタジアム）- 石岡・神崎・小林・藤原

### リリースイベント
- 「じゃり道/ホップステップバック」発売記念フリーライブ&特典会（2018年）
  - 5月13日（晴れたら空に豆まいて）
    - 1部 - 川上・小島・スーブー・田森・藤原・松岡・三田・桃乃木
    - 2部 - 石岡・神咲・神崎・黒沢・辰巳・夏目・湊・三上・吉澤・みひろ

  - 5月20日（ATOM TOKYO）
    - 1部 - 神咲・吉澤・古川・市川・由愛・三上・辰巳・夏目
    - 2部 - 桃乃木・湊・羽咲・スーブー・田森・小島・黒沢・神崎・三田・松岡
- 「じゃり道/ホップステップバック」発売記念トークショーイベント&特典会（2018年）
  - 5月24日（HMVエソラ池袋） - 三上・三田・黒沢・みひろ
  - 6月4日（HMV&BOOKS SHIBUYA） - 石岡・桃乃木・由愛・吉澤・井上
  - 6月12日（タワーレコード渋谷店） - 藤原・夏目・神崎・古川・湊・神咲・スーブー
- 「ジャンジャンパーレー/パラダイスBADライン」リリースイベント（2019年）
  - 1月12日（晴れたら空に豆まいて）
    - 1部 - 市川・神崎・吉澤・粕谷・架乃・奈良・松本
    - 2部 - 市川・川上・三田・松岡・宮村・山中

  - 1月13日（新宿ACBホール）
    - 1部 - 市川・川上・辰巳・藤原・架乃・桜・宮村
    - 2部 - 市川・辰巳・三田・粕谷・小林・友田・松本

  - 1月19日（HMV渋谷） - 羽咲・辰巳・吉澤・架乃・桜・友田
  - 1月20日（Space emo 池袋） - 石岡・羽咲・神崎・辰巳・三上・三田・桃乃木・小林・七海・藤井
  - 1月27日（新宿ACBホール）
    - 1部 - 市川・みひろ・由愛・吉澤・如月・小林・藤井
    - 2部 - 市川・石岡・辰巳・みひろ・由愛・宮村・奈良
- 「ジャンジャンパーレー」発売記念インターネットサイン会（2019年1月22日、リミスタ） - 神崎・架乃・友田
- 「EBISU ANIMAL ANTHEM」リリースイベント（2019年）
  - 5月18日
    - HMV＆BOOKS SHINSAIBASHI - 石岡・神崎・辰巳・みひろ・なつ葵
    - 新宿ACBホール
      - 1部 - 羽咲・藤原・三田・小林・奈良・粕谷
      - 2部 - 川上・吉澤・松岡・黒沢・山中・白藤

  - 5月19日（マップ劇場） - みひろ・羽咲・辰巳・吉澤・架乃・宮村・松本
  - 5月25日
    - CLUB SARU - 三上・市川・みひろ・羽咲・架乃・七海
    - 松坂屋名古屋店 - 三上・市川・みひろ・羽咲・架乃・七海
    - Dream Store - 辰巳・吉澤・神崎・藤原・桜・如月

  - 5月26日（マップ劇場） - 市川・由愛・吉澤・辰巳・三田・架乃・桜
  - 6月1日（新宿ACBホール）
    - 1部 - 市川・友田・石岡・粕谷・山中・白藤
    - 2部 - 川上・松岡・黒沢・小林・奈良

  - 6月2日（NINE SPICES） - 市川・羽咲・桃乃木・辰巳・川上・吉澤・架乃・桜
  - 6月8日（HIT STUDIO TOKYO）
    - 1部 - 桃乃木・辰巳・吉澤・架乃・神崎・石岡・黒沢・藤井・松本・小林・白藤
    - 2部 - 川上・友田・みひろ・由愛・松岡・三田・奈良・如月・山中・七海

  - 6月9日
    - Space emo 池袋 - 川上・神崎・辰巳・みひろ・友田・宮村
    - BURLESQUE annex〜YAVAY〜 - 三上・由愛・吉澤・友田・架乃・桜・藤井
- 「EBISU ANIMAL ANTHEM」発売記念インターネットサイン会（2019年、リミスタ）
  - 5月26日 - 市川・吉澤・辰巳
  - 6月9日 - 川上・みひろ・由愛
- 「マジョガリータ/Twenty-Nine/Class」CD・ミュージックカード発売記念 リリースイベント!ミニライブ・特典会（2019年） 
  - 9月7日（Space emo 池袋） - 粕谷・如月・小林・松岡・松本・三田・宮村・桃乃木・吉澤
  - 9月8日（イトーヨーカドー錦町店）
    - 1部 - 粕谷・小林・白藤・辰巳・友田・奈良・松岡
    - 2部 - 架乃・神崎・如月・黒沢・七海・みひろ・山中

  - 9月15日（エンタバアキバ by WonderGOO） - 川上・桜・なつ葵・藤原・三田・由愛
  - 9月16日（モザイクモール港北 STYLE'S STUDIO）
    - 1部 - 市川・羽咲・黒沢・辰巳・七海・藤井・宮村
    - 2部 - 白藤・友田・奈良・藤原・松岡・みひろ・吉澤

  - 9月21日（NINE SPICES） - 架乃・川上・辰巳・奈良・藤原・桃乃木・山中・由愛
  - 10月5日（タワーレコード吉祥寺店） - 石岡・市川・羽咲・川上・藤井・由愛・吉澤
  - 10月6日（shibuya eggman）
    - 1部 - 市川・神崎・如月・黒沢・辰巳・藤井
    - 2部 - 小林・友田・七海・藤原・三田・宮村

  - 10月13日（モザイクモール港北 STYLE'S STUDIO）[42]
    - 1部 - 石岡・粕谷・小林・藤原・松岡・由愛・吉澤
    - 2部 - 架乃・神崎・桜・白藤・辰巳・三田・宮村

  - 10月14日（イトーヨーカドー錦町店）
    - 1部 - 市川・羽咲・架乃・桜・友田・七海・三田
    - 2部 - 石岡・由愛・奈良・松本・三上・吉澤

  - 10月19日（ELE TOKYO） - 石岡・羽咲・架乃・川上・神崎・如月・黒沢・小林・桜・白藤・辰巳・なつ葵・七海・奈良・藤井・藤原・松岡・松本・三田・宮村・桃乃木・由愛・吉澤
  - 10月20日（マップ劇場） - 如月・白藤・なつ葵・宮村・松岡・松本・みひろ
  - 11月5日（HMV&BOOKS SHIBUYA） - 三上・粕谷・桜・三田・みひろ
  - 11月9日（NINE SPICES）
    - 1部 - 羽咲・架乃・神崎・桜・松本・みひろ
    - 2部 - 市川・粕谷・小林・奈良・松岡・由愛・三田

  - 11月30日（モザイクモール港北 STYLE'S STUDIO）
    - 1部 - 川上・桃乃木・みひろ・黒沢・藤井・粕谷・藤原
    - 2部 - 市川・羽咲・神崎・由愛・桜・友田・七海
- 「10th ANNIVERSARY」リリースイベント（2022年）
  - 6月11日（CORAZON） - 市川・松岡・山岸
  - 6月11日 (HMV&BOOKS SHIBUYA) - 市川・羽咲・栄川・みひろ・桃乃木・山岸
  - 6月12日 (CORAZON) - 桜・辰巳・広瀬
  - 6月12日 (リミスタ) - 奈良・ゆーりまん・松本
  - 6月18日 (ソフマップAKIBA) - 神崎・如月・白藤・辰巳・みやむ
  - 6月19日 (デックス東京ビーチ)
    - 1部 - 石岡・川上・白藤・ゆーりまん・まいてぃ
    - 2部 - 希島・桜・奈良・広瀬・吉澤

  - 6月25日 (HMVエソラ池袋)
    - 1部 - 市川・黒沢・広瀬・ゆーりまん・松岡
    - 2部 - 栄川・神崎・如月・奈良・吉澤

  - 6月26日 (HMVエソラ池袋) - 藤原・みひろ・桜・みやむ・栄川
  - 7月2日 (CORAZON) - 希島・みひろ・まいてぃ
  - 7月3日 (リミスタ) - 羽咲・黒沢・白藤
  - 7月9日 (Space emo池袋) - 石岡・如月・希島・桜・白藤・みひろ・山岸
  - 7月10日 (ソフマップAKIBA)
    - 1部 - 神崎・石岡・黒沢・小林・桜・ゆーりまん
    - 2部 - 市川・奈良・広瀬・松岡・松本・みひろ・山岸

  - 7月16日 (ソフマップAKIBA)
    - 1部 - 市川・白藤・まいてぃ・松本・ゆーりまん
    - 2部 - 石岡・神崎・小林・広瀬・みやむ・山岸・吉澤

  - 7月17日 (タワーレコード池袋) - 市川・桜・白藤・奈良・松本・みひろ・ゆーりまん
  - 7月23日（ゆめタウン徳島)  - 石岡・神崎・小林・藤原
  - 8月20日 (リミスタ)
    - 1部 - 羽咲・白藤・広瀬・みひろ
    - 2部 - 市川・石岡・栄川

  - 8月21日 (ソフマップAKIBA) - 市川・石岡・羽咲・栄川・桜・奈良・みひろ・吉澤
  - 8月26日 MAG’s PARK （MAGNET by SHIBUYA109屋上) - 石岡・栄川・黒沢・白藤・広瀬・吉澤
  - 8月27日 (ソフマップAKIBA) - 市川・羽咲・希島・奈良・広瀬・山岸
  - 8月28日 (ソフマップAKIBA) - 市川・羽咲・希島・黒沢・みひろ・山岸

## メディア
「恵比寿マスカッツ」としての活動のみ掲載。

### レギュラー
テレビ番組
- 『恵比寿マスカッツ横丁!』（2017年10月5日 - 12月28日、テレビ東京）
- 『恵比寿マスカッツのすぽスポSPORTS』（2018年5月9日 - 2019年3月27日、BSスカパー!）

インターネット番組・配信
- 『恵比寿マスカッツ 真夜中のワイドショー』（2017年11月9日 - 2019年8月27日 、AbemaTV）
- 『恵比寿マスカッツ 真夜中の運動会』（2019年10月1日 - 2021年3月2日、AbemaTV）
- 『恵比寿マスカッツ ハニートラップTV』（2021年3月19日 - 12月17日、AbemaTV）
- 『おねうち!!!マスカット』（2022年5月20日 -7月29日、 AbemaTV）

### ミュージックビデオ
- t-Ace「遊びの天才」（P-Vine）（2019年）
- 三山ひろし 「その名もコノハナサクヤヒメ」（2020年）